# Nicolás García
Nicolás García (n. 20 iunie 1988, Las Palmas de Gran Canaria, Las Palmas, Spania) este un taekwondist ce a reprezentat Spania, medaliat olimpic. A participat la o ediție a Jocurilor Olimpice (2012) în care a câștigat o medalie de argint.